# Neocalyptis nexilis
Neocalyptis nexilis Razowski, 1984 è una falena appartenente alla famiglia Tortricidae, endemica della provincia dello Jiangsu in Cina.